# Gmina Krasne (Powiat Rzeszowski)
Die Gmina Krasne ist eine Landgemeinde im Powiat Rzeszowski der Woiwodschaft Karpatenvorland in Polen.  Ihr Sitz ist das gleichnamige Dorf mit etwa 4200 Einwohnern.

## Geographie
Die Gemeinde liegt am Rand des Vorgebirges (dem südlichsten Teil des Sandomirer Beckens) im Norden und des Dynów-Gebirges im Süden. Zu den Flüssen gehört der Wisłok. Sie grenzt im Südwesten an die Stadt Rzeszów.

## Geschichte
Von 1975 bis 1998 gehörte die Gemeinde zur Woiwodschaft Rzeszów.

## Gliederung
Zur Landgemeinde (gmina wiejska) Krasne gehören die Dörfer Krasne, Malawa, Palikówka und Strażów mit jeweils einem Schulzenamt.